# مهر أباد (تشناران)
مهر أباد (بالفارسية: مهرآباد) هي قرية تقع في قسم بيزكي الريفي (مقاطعة تشناران) في إيران. يقدر عدد سكانها بـ 67 نسمة بحسب إحصاء 2016.